# Kerling-lès-Sierck
Kerling-lès-Sierck település Franciaországban, Moselle megyében. Lakosainak száma 608 fő (2022. január 1.). Kerling-lès-Sierck Hunting, Kirschnaumen, Laumesfeld, Malling, Monneren, Montenach, Oudrenne, Rettel és Sierck-les-Bains községekkel határos.

## Népesség
A település népességének változása:
| Lakosok száma | 447  | 408  | 384  | 493  | 535  | 551  | 578  | 598  | 610  | 608  |
|               | 1968 | 1982 | 1990 | 2006 | 2013 | 2015 | 2017 | 2019 | 2020 | 2022 |